# Triglochin elongata
Triglochin elongata är en sältingväxtart som beskrevs av Franz Georg Philipp Buchenau. Triglochin elongata ingår i släktet sältingar, och familjen sältingväxter. Inga underarter finns listade.